# Čierťaž (1204 m)
Čierťaž (1204 m n.p.m.) – szczyt w Rudawach Weporskich w środkowej Słowacji.

## Położenie
Čierťaž wznosi się w Wewnętrznych Karpatach Zachodnich, w północno-zachodniej części Rudaw Weporskich, jako najwyższy w grupie Čierťaža. Szczyt leży w wysokim, dość równym grzbiecie tej grupy, biegnącym tu z południa na północ, ok. 4 km na północ od szczytu zwanego Vepor (1277 m n.p.m.) i jednocześnie ok. 2 km na północ od szczytu Kolby (1162 m n.p.m.). Jest szczytem zwornikowym. W kierunku północno-wschodnim odchodzi od niego długi grzbiet, który przez Holý vrch (1096 m n.p.m.) schodzi ku dolinie Hronu w Predajnej, natomiast w kierunku zachodnim i północno-zachodnim Čierťaž opada szeregiem krótszych, rozgałęziających się grzbietów ku dolinie Hronu między Brusnem i Nemecką oraz ku dolinie jego lewobrzeżnego dopływu, Brusnianki.

## Charakterystyka
Masyw Čierťaža zbudowany jest w większości ze skał metamorficznych, głównie gnejsów, migmatytów i łupków łyszczykowych. Jego wierzchowina jest spłaszczona, rozciągnięta w linii północ-południe. Zbocza północno-zachodnie i południowo-zachodnie góry opadają stromo ku głęboko wciętym dolinkom lokalnych, drobnych cieków wodnych, natomiast zbocza wschodnie obniżają się łagodniej ku wysoko położonej górnej części doliny potoku Predajnianske Čelno. Cały masyw jest zalesiony.

## Turystyka
Zalesiony szczyt, pozbawiony widoków, nie jest sam w sobie celem wycieczek turystycznych. Przez jego masyw, omijając wierzchowinę szczytową góry od wschodu, biegną niebieskie  znaki szlaku turystycznego z Predajnej do chaty pod Hrbom.